# Formosatettix guangdongensis
Formosatettix guangdongensis är en insektsart som beskrevs av Liang 1991. Formosatettix guangdongensis ingår i släktet Formosatettix och familjen torngräshoppor. Inga underarter finns listade i Catalogue of Life.